# Sean Hannity

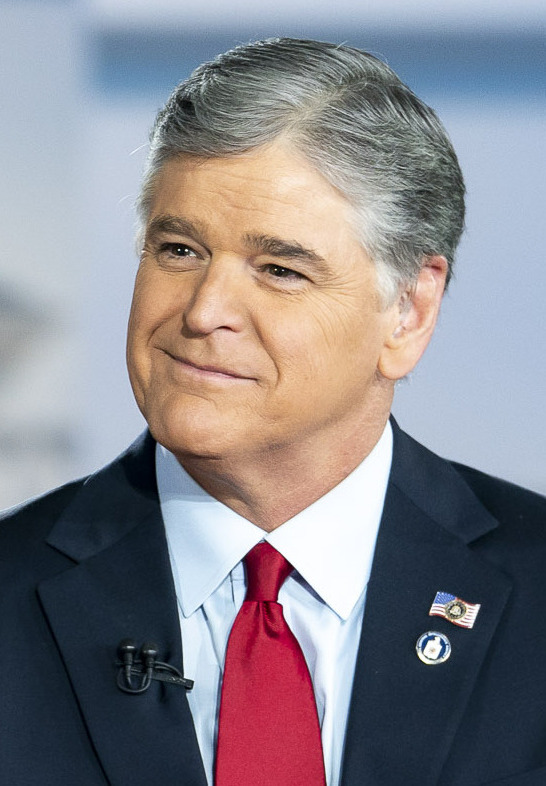
Sean Hannity

Sean Patrick Hannity (sinh ngày 30 tháng 12 năm 1961) là một người dẫn chương trình Mỹ và là nhà bình luận chính trị thuộc Đảng bảo thủ. Ông là chủ của The Sean Hannity Show, một chương trình radio nói chuyện hợp tác toàn quốc. Ông đã phát huy các giả thuyết và âm mưu, chẳng hạn như nghi ngờ về nơi sinh của Barack Obama, thúc đẩy các lý thuyết âm mưu về vụ giết Seth Rich và báo cáo những câu chuyện sai lầm về sức khỏe của Hillary Clinton. Ông là một người ủng hộ sớm của Donald Trump trong cuộc bầu cử tổng thống năm 2016.
Ông được Tạp chí Time bình chọn là 100 người ảnh hưởng nhất trên thế giới vào năm 2018.